# 屈尔斯海姆
屈尔斯海姆（德語：Külsheim，發音：[ˈkʏlshaɪm] ⓘ）是德国巴登-符腾堡州斯图加特行政区美因-陶伯县的城市，面积81.43平方千米，2023年12月31日人口为5,414人。

## 友好城市
- 法國 卢万河畔莫雷（1972年）
- 匈牙利 佩奇瓦勞德（1992年）